# 東京における住宅の賃貸借に係る紛争の防止に関する条例
東京における住宅の賃貸借に係る紛争の防止に関する条例（とうきょうにおけるじゅうたくのちんたいしゃくにかかるふんそうのぼうしにかんするじょうれい）とは東京都の条例。略称は東京都賃貸住宅紛争防止条例。2004年10月1日に施行された。

## 概要
賃貸住宅に関する紛争の防止することを目的としている。
そのために宅地建物取引業者に借主に書面を交付し、契約の前に以下の点を説明することを義務付けている。
- 退去時の原状回復・入居中の修繕の費用負担の原則
- 実際の契約の中で借り主の負担とされている具体的内容
- 修繕及び維持管理等に関する連絡先